# Bärentritttunnel
Der Bärentritttunnel ist ein 969 m langer Eisenbahntunnel der Strecke Davos Platz–Filisur der Rhätischen Bahn (RhB) in der Schweiz. Er verläuft bei Davos Wiesen auf der orographisch rechten Talseite der Zügenschlucht unterhalb der Bärentritt genannten Felswand. Der Bärentritttunnel ist der längste der sieben Tunnel zwischen den Stationen Davos Monstein und Davos Wiesen.
Das Westportal des Tunnels schliesst direkt an die Bärentrittbrücke an. Es liegt in einem Bogen mit einem Radius von 200 m. Nach einer Geraden folgen ein Bogen mit 400 m Radius, eine weitere Gerade und im Portalbereich bei der Ausfahrt Richtung Davos ein Bogen mit 200 m Radius. Die Vermessung der Tunnelachsen gestaltete sich schwierig, da auf der Seite der Bärentrittbrücke nur zehn Meter freie Strecke zur Verfügung standen und die übrigen Triangulationspunkte im sehr steilen Gelände der Zügenschlucht lagen. Um den Bau zu erleichtern, wurden drei Seitenstollen in die Schlucht getrieben. Bei den Durchschlägen kam es durch die schwierige Vermessung zu grösseren seitliche Abweichungen, die bei zwei Durchschlägen 60 mm beziehungsweise 100 mm betrugen. Beim Bau gab es keine besonderen Schwierigkeiten. Der Tunnel liegt im alpinen Muschelkalk und wurde ausgemauert.